# If I Were Sorry
Singles représentant la Suède au Concours Eurovision de la chanson
Heroes (chanson de Måns Zelmerlöw)
(2015) I Can't Go On
(2017)
If I Were Sorry (en français « Si j'étais désolé ») est une chanson de Frans Jeppsson Wall qui représente la Suède au Concours Eurovision de la chanson 2016.
La Suède étant le pays hôte du concours cette année, elle est directement qualifiée pour la finale le 14 mai 2016, au cours de laquelle elle termine à la 5e place avec 261 points.